# 佩奇·哈德利
佩奇·哈德利（英語：Paige Hadley，1992年8月26日—），澳大利亚女子篮网球运动员。她曾代表澳大利亚国家队参加2022年英联邦运动会篮网球比赛，获得一枚金牌。